# Catedral de Mokvi
La catedral de Mokvi (en georgiano: მოქვის ეკლესია; en abjasio: Мықәтәи ауахәама) es un edificio religioso de la iglesia Ortodoxa de Georgia en Mokvi , en el distrito de Ochamchira de la de facto independiente República de Abjasia, aunque su estatus de iure está dentro de la República Autónoma de Abjasia, parte de Georgia.
En 2007, la catedral fue incluida en la lista de monumentos culturales inmuebles de importancia nacional en Georgia.

## Historia
La Eparquía de Mokvi se estableció en el siglo X pero Mokvi experimentó un florecimiento especial a partir del siglo XIII en adelante, como uno de los centros más importantes de la cultura georgiana. La catedral tuvo algunos obispos que contribuyeron de formar trascendente a la cultura georgiana, entre los cuales las fuentes literarias georgianas nombran a Grigol Mokveli, Daniel Mokveli, Abraam Mokveli, Eptvime Sakvarelidze o Pilipe Chkhetidze. Esta catedral fue sede del catolicosado de Abjasia hasta al menos el siglo XVII.
El edificio en sí fue construido en el tercer cuarto del siglo X, bajo el reinado del rey León III de Abjasia. El templo fue sustancialmente renovado y pintado en el reinado de David IV el Constructor (1089-1125), siguiendo las costumbres bizantinas de tiempos del emperador Alejo I Comneno. 

A finales del siglo XVII, la catedral fue abandonada. En 1848, la catedral fue visitada por el orientalista Marius Brosse, quien la describió de la siguiente manera:
"Las vastas dimensiones del cuerpo de la iglesia, enredado en una red de plantas rastreras, su techo convertido en un jardín de aire, su hermosa cúpula, extendida por altos troncos de árboles, todo esto sorprende al espectador. Sin embargo, lamentablemente, fragmentos de vidrios de colores, restos de cornisas con maravillosas tallas, pórticos derrumbados llevan al visitante a la desesperación."
En la década de 1850, la catedral fue reparada y convertida en una tumba para la familia Chachba, príncipes soberanos de Abjasia. Aquí fue enterrado el último príncipe soberano de Abjasia, Miguel Shervashidze.
El 7 de diciembre de 2006 un ciudadano fue acusado de delito doloso por disparar a una escultura con una escopeta.

## Arquitectura

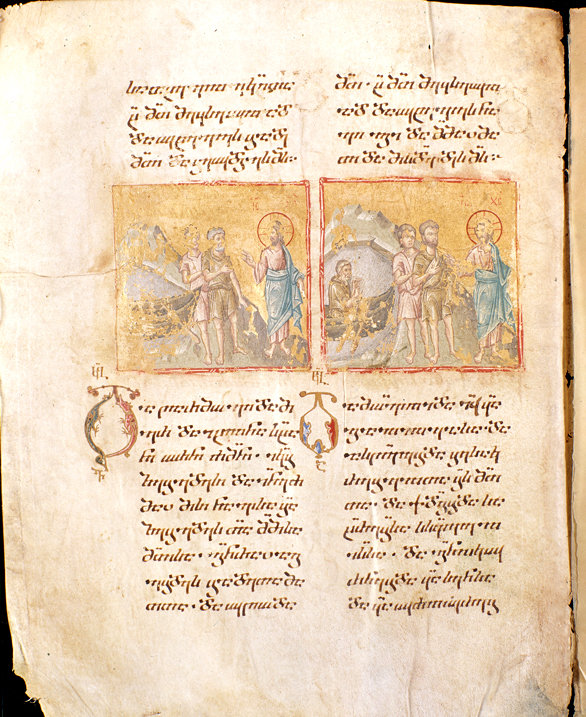
Fragmento de los Cuatro Evangelios de Mokvi, Centro Nacional de Manuscritos de Georgia (Tiflis)

Se trata de una iglesia en cruz con cúpula con capillas a lo largo de las cinco naves. El lado este tiene tres ábsides sobresalientes. El ábside medio del altar (bema) tiene forma de herradura desde el interior y forma pentagonal en el exterior. La cúpula se levanta sobre cuatro pilares, que se encuentran en el centro del edificios, cuyo cuello tiene nueve huecos de baja altura. El edificio está adornado con piedra labrada. Las fachadas son sencillas, sin adornos, donde las superficies lisas se dividen en dos niveles por la fila de las aberturas.
La catedral de Mokvi tuvo pinturas murales como la mayoría de las iglesias georgianas. Sin embargo, no quedan rastros de estos murales en la actualidad en la iglesia y su existencia nos llega por una inscripción (hoy en día inexistente) localizada por el patriarca Dositeo II de Jerusalén, que visitó Mokvi en 1659. Aun así, en la década de 1980, se encontraron fragmentos de pinturas cuyo origen es presumiblemente el siglo XV, además murales y muchas otras inscripciones en georgiano.
A lo largo de los siglos, Mokvi fue un importante centro de la cultura georgiana, donde se copiaron manuscritos y se renovaron códices antiguos. Hasta nuestros días se han conservado manuscritos de la biblioteca de la catedral de Mokvi. Entre las obras conservadas, se encuentran los famosos Cuatro Evangelios de Mokvi, encargados por el obispo de Mokvi Daniel Mokveli en 1300 debido a su especial importancia y valor artístico. Como centro de una vasta actividad cultural, la iglesia de Mokvi también era rica en monumentos epigráficos. Sin embargo, en la actualidad, solo se conserva una inscripción en el campanario del edificio.
Los expertos artísticos de Georgia no pueden acceder a la zona, pero aseguran que para preservar el edificio en buenas condiciones, como mínimo se debe volver a techar el templo. sabe que es necesario volver a techar el templo.